# Veka (Einheit)
Die Veka war ein ungarisches Volumenmaß in Debrecen und Mischkolz und als Getreidemaß genutzt.
- 1 Veka = 31,2492 Liter = ½  Metzen (Preßburger)[1]
- 4 Veka = 2 Kila